# 布雷比亚
布雷比亚（義大利語：Brebbia），是意大利瓦雷泽省的一个市镇。总面积6平方公里，人口3351人，人口密度558.5人/平方公里（2009年）。国家统计（ISTAT）代码为012017。